# Farkha
Farkha, en arabe : دير إستيا, est une ville du gouvernorat de Salfit en Palestine. Elle est située à trente kilomètres au sud de Naplouse au nord de la Cisjordanie.
Selon le recensement du bureau central palestinien des statistiques, la localité compte une population de 1 650 habitants en 2017.